# Södra Vings socken
Södra Vings socken i Västergötland ingick i Ås härad, ingår sedan 1974 i Ulricehamns kommun och motsvarar från 2016 Södra Vings distrikt.
Socknens areal är 71,09 kvadratkilometer varav 60,52 land. År 2000 fanns här 1 496 invånare. Borgruinen Vädersholm och tätorten Hökerum med sockenkyrkan Södra Vings kyrka ligger i socknen.

## Administrativ historik
Socknen har medeltida ursprung. Namnet var före den 1 januari 1886 (ändring enligt beslut den 17 april 1885) Vings socken. Vid en tidpunkt efter 1548 införlivades Töve socken.
Vid kommunreformen 1862 övergick socknens ansvar för de kyrkliga frågorna till Vings församling och för de borgerliga frågorna bildades Vings landskommun. Landskommunen uppgick 1952 i Hökerums landskommun som 1974 uppgick i Ulricehamns kommun. Församlingen utökades 2006.
1 januari 2016 inrättades distriktet Södra Ving, med samma omfattning som församlingen hade 1999/2000.
Socknen har tillhört län, fögderier, tingslag och domsagor enligt vad som beskrivs i artikeln Ås härad. De indelta soldaterna tillhörde Älvsborgs regemente, Ås kompani och Västgöta regemente, Elfsborgs kompani.

## Geografi
Södra Vings socken ligger väster om Ulricehamn kring norra delen av sjön Tolken och kring Viskan. Socknen har odlingsbygd vid ån och sjön och är i övrigt en kuperad skogsbygd.

## Fornlämningar
Några boplatser och tre hällkistor från stenåldern är funna. Från bronsåldern finns flera gravrösen, skålgropsförekomster och två hällristningar. Från järnåldern finns ett tiotal gravfält. Tre runstenar har påträffats.

## Namnet
Namnet skrevs 1334 Wighne och kommer från kyrkbyn och sammanhänger troligen med ett äldre namn på den intilliggande sjön Mogden, Vigh, 'den krokiga, Kroksjön'.